# Monsters, Inc.
Monsters, Inc. —Monstruos S. A. en España— es una película de animación por ordenador producida por Pixar Animation Studios y distribuida por Walt Disney Studios Motion Pictures. Su argumento se remonta a una conversación entre John Lasseter, Andrew Stanton, Joe Ranft y su director, Pete Docter, durante el desarrollo de Toy Story en 1994. Su elenco de voces en inglés estuvo conformado primordialmente por John Goodman, Billy Crystal, Steve Buscemi, James Coburn, Mary Gibbs y Jennifer Tilly, y su trama gira en torno a las hazañas de un par de monstruos, James P. «Sulley» Sullivan y Mike Wazowski, para llevar a una niña de vuelta al mundo al que pertenece en contraste con los deseos perversos del jefe de la compañía en la que trabajan y que da nombre a la película, Monsters, Inc.
La complejidad de los efectos de diseño y de animación durante la producción del largometraje supusieron un desafío para los colaboradores de Pixar, quienes debieron recurrir a nuevas herramientas y tecnologías para obtener los resultados deseados. Por cuarta ocasión consecutiva, el compositor Randy Newman estuvo a cargo de la banda sonora de una producción de Pixar, un compilatorio en el que sobresale el uso del jazz de los años 1940 y que incluye el tema «If I Didn't Have You», interpretado por Goodman y Crystal, el cual se hizo acreedor a un Grammy en la categoría de mejor canción escrita para medios visuales en la ceremonia de 2003; así como al Óscar como mejor canción original en la premiación de 2001.
Tras su estreno el 28 de octubre de 2001 en Los Ángeles, California —durante el cual se hizo acompañar del cortometraje For the Birds, del mismo estudio—, superó el récord de recaudaciones en su primer fin de semana que anteriormente ostentaba Toy Story 2. En términos generales, la crítica destacó la animación, los efectos visuales y su trama, aspectos que le valieron su nominación en la incipiente categoría de mejor película animada en los premios Óscar, entre otros galardones. Su éxito se tradujo en el desarrollo de una franquicia de medios que incluye una precuela, Monsters University (2013), una serie derivada titulada Monsters at Work (2021) y otros productos como videojuegos, historietas y atracciones en los parques temáticos de Disney.

## Argumento
En un mundo habitado por monstruos, la ciudad de Monstruópolis se abastece de la energía obtenida a partir de los gritos de niños humanos. Para conseguirla, en la fábrica de Monsters, Incorporated —en España: Monstruos, S. A.—, criaturas profesionales empleadas como «asustadoras» se aventuran al mundo donde viven las personas para cosechar los gritos de los niños a través de portales que desembocan en los armarios de las habitaciones. No obstante, se trata de un trabajo arriesgado, ya que los monstruos piensan que los seres humanos son tóxicos al tocarlos. Al mismo tiempo, la producción de energía no para de decrecer debido a que los niños son cada vez más difíciles de asustar, algo a lo que el director ejecutivo de la empresa, Henry J. Waternoose III, está dispuesto a encontrar una solución con la ayuda del dúo formado por James P. «Sulley» Sullivan y Michael «Mike» Wazowski, sus dos mejores empleados, así como de Randall Boggs, el segundo más experimentado y rival de los otros dos.
Una noche después de la jornada laboral, Sulley descubre que alguien ha dejado una puerta activa en la planta de sustos mientras se disponia a ordenar los reportes de Wazowski. Cuando inspecciona la puerta, una niña entra en la fábrica, pero el monstruo fracasa en su intento de devolverla discretamente a su mundo debido a que entra Randall, quien aparentemente estaba haciendo horas extras para superar a Sulley como mejor asustador y devuelve la puerta al almacén. En consecuencia, Sulley se lleva a la niña en una mochila y, en busca de ayuda urgente, interrumpe la cena que Mike estaba teniendo con su novia Celia Mae en un restaurante de sushi. En ese momento, la menor se escapa de la bolsa y empieza a deambular por todo el recinto, lo que desata el caos. Sulley y Mike consiguen escapar con la niña antes de que la Agencia de Detección de Niños (ADN) llegue y ponga todo el establecimiento en cuarentena. Por su parte, el par de monstruos pronto descubren que la humana no es tóxica y que su risa genera una cantidad de energía mucho mayor, a la par que confiesa que Randall es su asustador. Asimismo, Sulley empieza a encariñarse y le pone de nombre Boo, en contraste con los sentimientos de Mike, quien está deseando deshacerse de ella.
Al día siguiente, la pareja disfraza a Boo como un pequeño monstruo y la introducen disimuladamente en la fábrica para intentar devolverla a su hogar, pero Randall, quien estaba esperando hacer una emboscada a la niña, secuestra a Mike por error. No obstante, Randall sigue adelante con sus planes y lo ata a un extractor de gritos, una especie de aspirador capaz de absorber por la fuerza el sonido de los gritos de los humanos que secuestre y así resolver la crisis energética que atraviesa la empresa. No obstante, Sulley interviene y salva a Mike antes de que Randall pueda probar la máquina, y acuden a informar a Waternoose de la situación. Sin embargo, el ejecutivo confiesa que está confabulado con Randall y exilia al par de monstruos en el Himalaya, de forma que les arrebatan a Boo. El abominable hombre de las nieves acoge a Sulley y a Mike, y les comenta que hay un pueblo cercano, lo que les permitiría volver al mundo de los monstruos a través de la habitación de cualquier niño. Sulley empieza a preparar su viaje, pero su amigo se niega a acompañarle, además de culparle por ser tan terco por su encariñamiento con Boo.
Sulley finalmente vuelve a la fábrica y rescata a Boo del extractor de gritos, aunque Randall comienza a atacarle hasta que es finalmente derrotado accidentalmente por Mike, quien había regresado para reconciliarse con su amigo. No obstante, este continúa persiguiéndolos y les fuerza a irse al almacén de puertas. Gracias a la risa de Boo, todas las puertas comienzan a activarse simultáneamente, lo que les permite entrar y salir del mundo de los humanos en cualquier momento. En un momento de la persecución, Randall los atrapa e intenta matar a Sulley, pero Boo supera el miedo por el monstruo y lo empieza a atacar. Por ello, Mike y Sulley deciden desterrar a Randall en el mundo de los humanos, donde dos personas de un parque de caravanas lo confunden con un aligátor americano y lo golpean con una pala.
Mike y Sulley logran encontrar la puerta de Boo, pero Waternoose, acompañado por la ADN, la acerca a la planta de sustos. Ahí, Mike distrae a los agentes mientras Sulley escapa con Boo y su puerta, quien también dirige a Waternoose hacia el simulador de sustos, donde confiesa su intención de secuestrar niños con tal de salvar la empresa. No obstante, el directivo no se había dado cuenta de que estaba siendo grabado y acaba por ser detenido por la ADN, no sin antes culpar a Sulley de la caída de la compañía y de empeorar la crisis energética. Asimismo, Roz, la administradora de la planta de sustos, revela que es la líder de la agencia policial y que había estado trabajando infiltrada para descubrir al líder intelectual de las acciones internas de la empresa. Esta agradece tanto a Mike como a Sulley su cooperación y permite a este último devolver a Boo a su hogar, aunque después su puerta debe ser destruida para evitar futuros contactos con ella. Sin embargo, Sulley, motivado por las buenas experiencias con la niña, diseña un plan para resolver la situación energética que pasa por recolectar las risas de los pequeños humanos en vez de los gritos, ya que son diez veces más potentes. Una vez que la crisis energética está solucionada, Sulley es nombrado nuevo director de la empresa, mientras que Mike trabaja en la reconstrucción de la puerta de Boo. No obstante, este se percata de que falta una pieza para ponerla en funcionamiento, que resulta que la guardaba Sulley a modo de recuerdo. Una vez colocado el último trozo, la puerta se activa y se reencuentra con Boo, quien todavía lo reconoce.

### Temáticas
La premisa central de Monsters, Inc es la aventura de dos criaturas humanoides ficticias, Mike y Sulley, para descifrar una conspiración interna de la organización en la que trabajan —que da nombre al filme— y que habría de cambiar el propósito de sus vidas y el tejido social de Monstruópolis, la ciudad que estos habitan.
La plantilla laboral de la compañía está conformada por los protagonistas mencionados y otros varios habitantes de Monstruópolis, y su objetivo es aterrorizar niños humanos y emplear sus gritos como fuente energética de la ciudad. Sin embargo, su trabajo lleva inherente el riesgo de entrar en contacto con los humanos, quienes son catalogados como tóxicos. Lo anterior hace ver que Monsters, Inc «es la propia villana de la película» al «mostrarse indiferente al sufrimiento de sus subordinados» y, dado que el plan secreto de Waternoose es secuestrar niños para «automatizar» la producción de Monters, Inc, la trama habría de representar una «fábula marxista» donde los «trabajadores se amotinan para apoderarse de los medios de producción y derrocar a la clase dominante corrupta». Mientras tanto, la  premisa de que los monstruos son capaces de entrar, en cualquier momento, a la habitación de cualquier niño humano para cumplir su cometido los hace acreedores de «un horrible poder freudiano como agentes de transgresión y posibilidad. Es como C. S. Lewis pero al revés: las extrañas bestias se acercan a la zona de peligro de la habitación del niño como una especie de Aslan y el Sr. Tumnus cotidianos, haciendo una salida diaria fuera de Narnia».
En términos generales, el largometraje aborda la noción de «encontrar el equilibrio entre el trabajo duro y una vida significativa», debido a la existencia de factores que propician la ansiedad y paranoia de los habitantes de Monstruópolis, tales como la «crisis de la energía anticuada» y la supuesta contaminación propagada por la permanencia de una niña humana en su entorno, Boo. Otros conceptos presentes en Monsters, Inc, y que se van desarrollando conforme avanza la trama, son la amistad, el trabajo duro, las inseguridades y la felicidad, lo cual guarda semejanzas con las temáticas de Toy Story (1995) y Toy Story 2 (1999), particularmente «los mitos de la niñez y la adultez» al retratar el «poder psicológico» de los adultos cuando, en su pretensión de que los niños sean obedientes y se porten bien, les advierten de que «el bogeyman se los llevará mientras duermen» si hacen caso omiso a sus órdenes. No obstante, la película «desafía nuestra percepción sobre los monstruos [como criaturas malignas] y nos motiva a tomar con seriedad el tema de la escasez de los recursos naturales».

## Reparto principal
Bill Murray era la primera opción de Pixar para interpretar el rol de Sulley; de hecho, el actor acudió a pruebas de cámara y se mostró interesado por el papel, pero Pete Docter no pudo ponerse en contacto con él, por lo que se le descartó del proceso de selección. En consecuencia, el trabajo fue destinado a John Goodman, el coprotagonista de la célebre serie cómica Roseanne y un habitual en las películas de los hermanos Coen. Goodman interpretó el personaje como si fuera él mismo el monstruo equivalente a un jugador de la National Football League: «Es como un defensa experimentado en el décimo año de su carrera [...] Está totalmente entregado y [es] un total profesional». Por su parte, Billy Crystal, tras haberse arrepentido de haber descartado el papel de Buzz Lightyear en los años previos, aceptó el de Mike Wazowski. Durante las sesiones de prueba, la supervisora de animación Glenn McQueen comentó: «Billy Crystal tiene una energía casi desenfrenada y su voz está en todos lados. [...] Siempre está haciendo algo completamente diferente e inesperado, lo que funciona muy bien y es una gran cosa para enfrentar con[tra la personalidad de] Sulley».
El involucramiento de Mary Gibbs en la película comenzó porque su padre, Rob Gibbs, quien ya estaba trabajando en el proyecto, necesitaba una niña para ser dibujada y así obtener ideas para el diseño de Boo. Sin embargo, debido a que no encontraban un actor para el papel, la niña fue seleccionada; comentó: «Cuando me trajeron al estudio de grabación, afortunadamente cuadró. Así que desde las dos y media hasta las tres y media fui traída al estudio de grabación y perseguida con un micrófono. [...] Si ellos querían que dijese algo en específico, muchas veces el director usaba una marioneta del Monstruo de las Galletas para hablarme». Asimismo, el equipo de producción seleccionó a Steve Buscemi para el rol de Randall tras sus actuaciones cómicas y argucias de Reservoir Dogs (1992), Fargo (1996) y Ghost World (2001); al respecto, McQueen dijo: «[Su] espectacular voz ayudó de verdad a traer el personaje a la vida. Nos dio una clara idea como quién es el personaje y su intención». Igualmente, James Coburn resultó elegido para el personaje de Waternoose, debido a su voz tanto de «líder alentador» como de «hombre desesperado», a lo que opinó McQueen: «No podías pedir una mejor actuación. Tenía para él una auténtica sensación paternal y amistosa que funcionó realmente bien con el personaje de Henry J. Waternoose». En total, el reparto coral quedó protagonizado por:
- John Goodman como James P. «Sulley» Sullivan: un asustador de Monsters, Inc. grande e intimidante, pero también bien intencionado. Al inicio del filme, mantiene el título de mejor asustador de la empresa desde hace varios meses.
- Billy Crystal como Michael «Mike» Wazowski: un pequeño asistente de asustadores con un solo ojo que es el mejor amigo de Sulley, así como su compañero de habitación y compañero de trabajo. Es encantador y el más organizado de los dos, pero también sufre momentos neuróticos y su ego lo domina.
- Mary Gibbs como Boo: una niña de tres años de edad que no se asusta ante ningún monstruo, con la excepción de Randall. También se piensa que Sulley es un gato grande, por lo que lo llama «gatito».
- Steve Buscemi como Randall Boggs: un monstruo sarcástico y presumido con habilidades para mimetizar su piel a modo de camaleón, además de ser el antagonista de Sulley y Mike en la planta de sustos.
- James Coburn como Henry J. Waternoose: el director ejecutivo de la compañía, trabajo que ha ido heredando de su familia durante tres generaciones y que está compinchado en secreto con Randall.
- Jennifer Tilly como Celia Mae: recepcionista de la empresa y novia de Mike.
- Bob Peterson como Roz: la secretaria de la planta de sustos y que trabaja en secreto para la ADN cubriendo las irregularidades laborales en Monsters, Inc.
- John Ratzenberg como el abominable hombre de las nieves: una criatura que vive en el Himalaya y que acoge temporalmente a Sulley y Mike cuando son desterrados.
- Frank Oz como Fungus: asistente de Randall.
- Daniel Gerson como Needleman y Smitty: dos monstruos que se desempeñan como los conserjes de la planta, operando la destructora de puertas, y que sienten una gran admiración por Sulley.
- Steve Susskind como Jerry: un amigo de Waternoose que dirige las estadísticas y tiempos en la planta de sustos.
- Bonnie Hunt como Burdine Flint: una cazatalentos que entrena a los nuevos monstruos para asustar niños.
- Jeff Pidgeon como Bile: un aprendiz de la empresa propenso a sufrir accidentes.
- Sam Black como George Sanderson: un asustador de la compañía que constantemente mantiene contacto con objetos de los humanos por error, lo que lleva a la ADN a aplacarlo, afeitarlo y esterilizarlo.

## Producción

### Guion
Las primeras conversaciones acerca de Monsters, Inc. surgieron en una comida en 1994 entre John Lasseter, Pete Docter, Andrew Stanton y Joe Ranft durante el desarrollo de Toy Story. De entre las varias propuestas, una de ellas fue sobre la producción de una película de monstruos; Docter comentó: «Cuando estábamos haciendo Toy Story, todos se me acercaron y dijeron: "Hey, realmente creía que mis juguetes cobraban vida cuando salía de la habitación". Así que cuando Disney nos pidió hacer más películas, quise acceder a una noción como la de los niños que fuese similar a eso. Sabía que los monstruos estaban saliendo del clóset cuando era un niño. Así que dije: "Hey vamos a hacer una película sobre monstruos"».

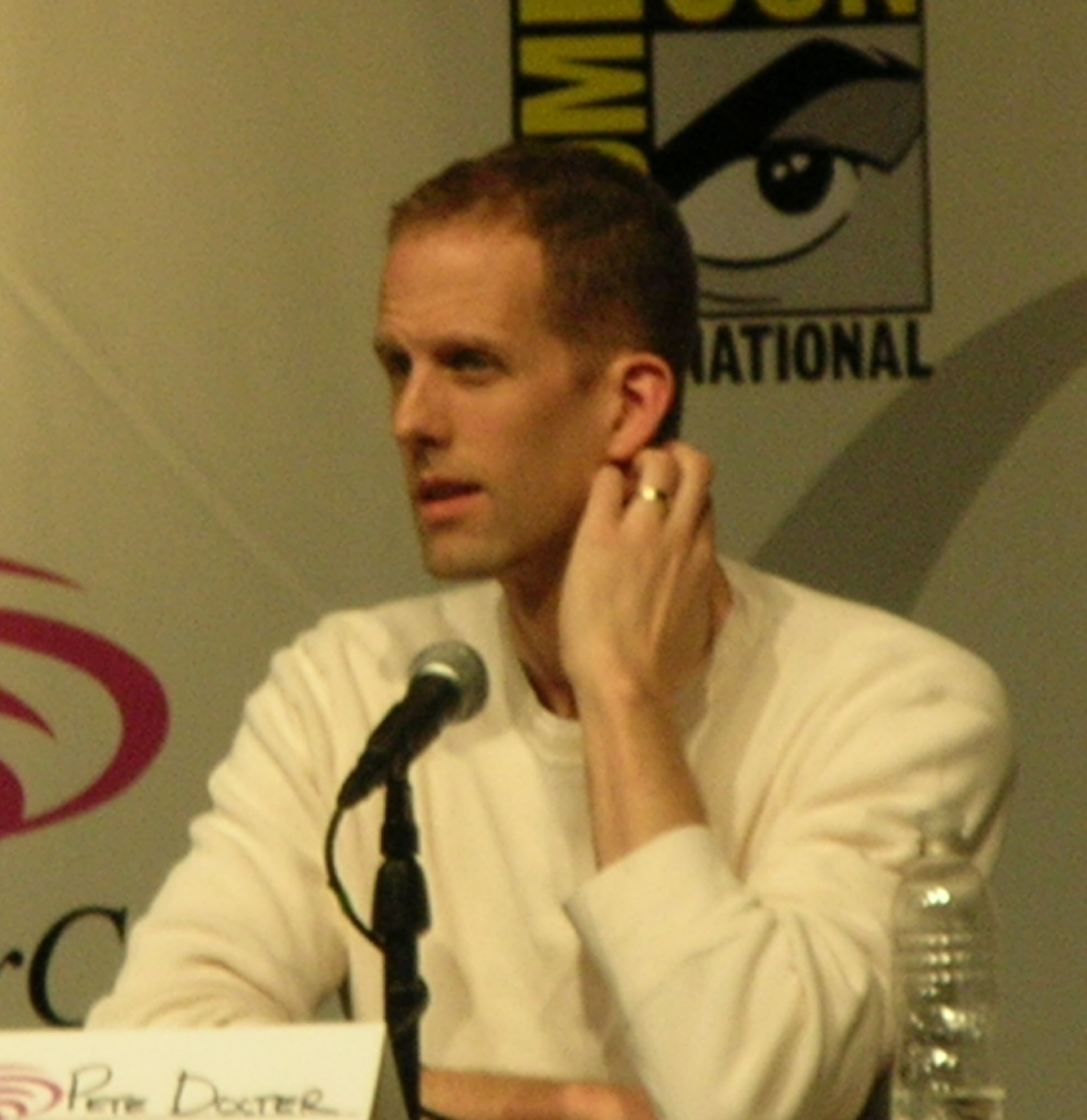
Pete Docter, director de la película.

Docter comenzó a trabajar en el filme que se convertiría más tarde en Monsters, Inc. en 1996, mientras otros se centraron en A Bug's Life (1998) y Toy Story 2 (1999). Su nombre en clave fue «Hidden City», en referencia al restaurante favorito del cineasta en Point Richmond, California. Para principios de febrero de 1997, Docter ya había culminado un tratamiento junto con Harley Jessup, Jill Culton y Jeff Pidgeon que ya tenía cierto parecido con el resultado final, por lo que se lo envió a Disney con unos primeros trabajos artísticos ese mismo mes. Tanto él como su equipo de guionistas dejaron algunas sugerencias a mano y volvieron a mandar un segundo borrador para el mes de mayo de ese año. Durante la reunión, el veterano animador Joe Grant —cuyo trabajo se remonta hasta Snow White and the Seven Dwarfs (1937)— sugirió el título final de la película a partir de un juego de palabras con el filme de gánsteres Murder, Inc., y que encajaba con la intencionalidad de la trama. Por tanto, Monsters, Inc. se convirtió en el primer largometraje de Pixar que no fue dirigido por Lasseter, sino por Docter, mientras que Lee Unkrich y David Silverman se desempeñaron como codirectores.
El argumento dio muchos giros durante las fases de producción. Por ejemplo, en la idea original de Docter aparecía un hombre de unos treinta años tratando con unos monstruos que había dibujado en un libro cuando era niño en los que volvían para molestarle. Cada criatura representaba una fobia que tenía y conquistando todos esos miedos haría que, en última instancia, desaparecieran. Una vez descartada la idea, el director optó por una historia amistosa entre un monstruo y un niño titulada simplemente Monstruos, en el que el personaje de Sulley —llamado Johnson en esa fase— era un sobresaliente trabajador de una compañía que vivía de asustar niños. No obstante, su eventual compañero, Mike Wazowski, aún no había sido incluido en la trama.
Entre los años 1996 y 2000, tanto el monstruo protagonista como el niño humano pasaron por numerosos cambios drásticos según el argumento evolucionaba, como era la edad y el sexo de este último. Al final, el equipo de guionistas concluyó que alguien femenino sería la mejor contraparte de un peludo de 8 pies (2,4 m). Una vez que la niña fue definitivamente añadida, el personaje siguió enfrentándose a modificaciones como su origen, irlandesa o afroamericana. Originalmente, se trataba de una niña pequeña, conocida como Mary, que ha dejado de tener miedo a los siete años, a base de acostumbrarse a las burlas y bromas de sus cuatro hermanos mayores. El nombre estaría inspirado en la actriz que le da voz, Mary Gibbs, que, a su vez, es la hija del guionista Rob Gibbs. De forma radical, Johnson estaría realmente nervioso de perder su empleo, ya que la empresa habría anunciado una reducción de personal. Asimismo, también sentiría celos hacia Ned —quien más tarde sería Randall—, el mejor asustador de la plantilla. Después de varios libretos, en los que el rol de Johnson variaba entre ser un asustador u otro empleado de la empresa en un área distinta como conserje o en una refinería, finalmente se le caracterizó como el mejor atemorizador de Monsters, Inc.
A lo largo de la producción, a Pixar le preocupaba el hecho de que el protagonista se dedicara a aterrorizar niños como labor fundamental, lo que haría que la audiencia no empatizase con él. Al respecto, Docter describió más adelante que los guionistas «se doblaron hacia atrás intentando crear una historia que todavía tuviera monstruos», a la par de que siguieron intentando resolver el problema. Un momento clave llegó cuando el equipo decidió: «Vale, él es el mejor asustador ahí. Él es el quarterback estrella» con un Docter dándose cuenta de que antes de ese entonces «diseño tras diseño, realmente no sabíamos de lo que se trataba». Asimismo, Disney notó que Pixar al principio no quería que el personaje «pareciera como un tipo en un traje». Para tal fin, Johnson inicialmente había sido planeado con tentáculos en los pies; sin embargo, esto causó muchos problemas en las pruebas de animación, por lo que se rechazó definitivamente, ya que también se pensaba que esto distraería al público. Igualmente, la edad de Mary también iba cambiando de un boceto a otro hasta que se fijó finalmente en los tres años; Docter comentó: «Hallamos que cuanto más joven fuese, más dependiente era de Sulley». De este modo, el equipo concluyó que el monstruo líder necesitaría a alguien con quien hablar sobre sus dilemas. Por ello, el desarrollador Ricky Nierva dibujó un boceto conceptual de un personaje esférico y de un solo ojo, algo con lo que todos los demás miembros mostraron su apoyo. Docter escogió el nombre de Mike por el padre de su amigo Frank Oz, quien se desempeñaba como director y miembro de The Muppets. Al mismo tiempo, Jeff Pidgeon y Jason Katz pusieron a prueba un guion gráfico en el que Mike ayuda a Sulley a escoger una corbata para el trabajo, gracias al cual se convirtió en un personaje central del filme. En un principio, Mike no tenía brazos y solo podía disfrutar de sus piernas como extremidades; sin embargo, estos le fueron añadidos debido a algunas complicaciones técnicas.
Por otro lado, el guionista Daniel Gerson se unió a Pixar en 1999 y trabajó diariamente con los productores en la película durante dos años, algo que consideró como su primera contribución en una película destacada al comentar: «Me sentaría con Pete [Docter] y David Silverman y hablaríamos sobre una escena y me dirían qué es lo que estaban buscando. Haría algunas sugerencias y después marchar[nos] y escribir la secuencia. Nos reuniríamos otra vez y la revisaríamos y después entregarla a un diseñador de guion. Aquí es donde el proceso colaborativo se notaría realmente. El guionista gráfico no estuvo observando mi trabajo y se pudo tomar libertades aquí y allí. A veces, sugeriría una idea sobre sobre [cómo] hacer el trabajo cómico visualmente mejor. Una vez que la escena avanzaba a [el proceso de] animación, los animadores mejorarían el material aún más». Asimismo, Docter ha mencionado la película de 1973 Paper Moon como inspiración del concepto de alguien sufriendo la experiencia de quedarse atascado con un niño que resulta ser un auténtico experto, además de dar crédito a Lasseter por inventar el concepto de «la risa es diez veces más poderosa que el miedo».

### Diseño y animación
Pixar contrató a Tom Porter para hacerse cargo de la supervisión técnica del modelado, el sombreado, la iluminación y el renderizado de Monsters, Inc. Con este propósito, Porter distribuyó las 1500 tomas de la película entre distintos equipos de directores y supervisores que conformaron un nuevo departamento interno —«Shots Department»— coordinado por Galyn Susman. Si bien el modelado de la mayoría de los personajes provino de efectos por computadora, en el caso de Sulley, Mike y Boo se requirió la creación y digitalización de esculturas de arcilla. Para facilitar la animación de los personajes, los modeladores recurrieron al programa Geppeto —desarrollado por el estudio y usado en otras producciones como Toy Story (1995) y Bichos: Una aventura en miniatura (1998)—, y produjeron nuevos controladores de animación para desarrollar efectos más complejos. A diferencia de los filmes anteriores de Pixar, la supervisión del diseño de cada protagonista recayó en un animador diferente: John Kahrs se encargó de Sulley, mientras que Andrew Gordon y Dave DeVan hicieron lo mismo con Mike y Boo, respectivamente. Kahrs pensaba que una cinta protagonizada por una criatura voluminosa como Sulley corría el riesgo de ser percibida por la audiencia como «lenta», así que diseñó al personaje a semejanza de un jugador de fútbol americano que puede moverse ágilmente con independencia de su corpulencia. En esta labor contó con la asesoría de Rodger Kram, un conferencista de la Universidad de California en Berkeley experimentado en la locomoción de mamíferos pesados. Cabe destacar que Kahrs y Gordon analizaron conjuntamente los gestos y expresiones de los actores de voz durante las sesiones de grabación, con la finalidad de emular sus movimientos en el personaje correspondiente. Para el diseño y la animación de Boo —que requirió de aproximadamente 900 controladores de animación—, DeVan se inspiró en sus propios sobrinos, y en los niños que constantemente visitaban el estudio así como en fotografías infantiles.
El equipo de animación estuvo conformado por más de treinta y cinco colaboradores y contó con la supervisión de Glenn McQueen y Rich Quade. Los avances técnicos conseguidos por compañías como Rhythm and Hues Studios en la animación del pelaje de osos polares y animales parlantes en los anuncios de Coca-Cola (1993) y en la película Babe (1995) respectivamente, sirvieron de precedente para los efectos del filme de Pixar. A pesar de lo anterior, los animadores tuvieron dificultades durante el desarrollo de los efectos de sombreado del pelo de los personajes. La experiencia obtenida con la animación del cabello de la hermana de Andy en Toy Story aun resultaba insuficiente para la vasta cantidad de pelo de los protagonistas de Monsters, Inc, y esto se hizo evidente en los resultados de un par de pruebas primerizas de animación en las que Sulley, con más de dos millones de pelos en su cuerpo, corría a través de una pista de obstáculos: cada vez que el personaje se movía, los pelos se estiraban, atravesaban o se quedaban atascados en los objetos.

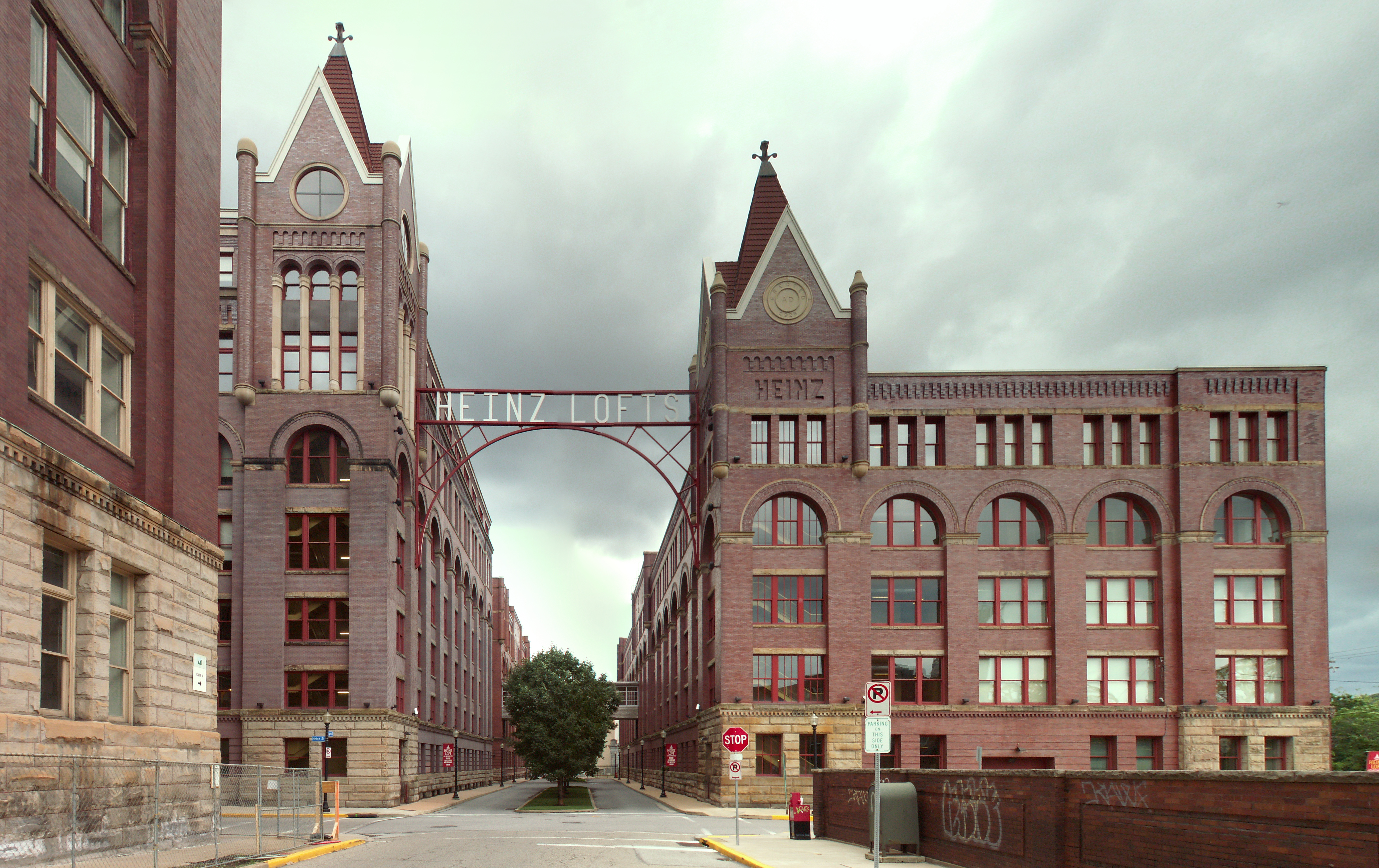
El diseño de Monstruópolis estuvo inspirado en zonas industriales, como las de la ciudad de Pittsburgh, Pensilvania.

Como resultado Pixar estableció un nuevo departamento de simulación y desarrolló Fizt, un programa de simulación de pelaje para sus producciones. Gracias a esta aplicación, y una vez que los animadores producían los movimientos animados del personaje, pudieron incorporar el pelaje de forma que reaccionara automáticamente a la animación y a otros parámetros como el viento o la gravedad. El control de la ropa de Boo representó otra ventaja de esta herramienta, puesto que anteriormente resultaba complicado para los animadores producir, por ejemplo, los pliegues y arrugas que se forman en la indumentaria de un personaje en movimiento. Este proceso de animación resultó similar al de Sulley: primero crearon las animaciones de Boo desvestida, y posteriormente incluyeron la ropa para que se ajustara a los movimientos del personaje y se obtuvieran los efectos deseados. Cabe señalar que Michael Kass, un científico de Pixar, colaboró en la creación del algoritmo titulado «global intersection analysis» —traducción literal: «análisis de intersección global»— para perfeccionar los resultados de Fizt.
Durante las primeras fases de producción, el diseño de los edificios y lugares de Monstruópolis, en donde se desarrolla la trama de Monsters, Inc., estuvo inspirado en ciudades industriales y fábricas de montaje en cadena ubicadas cerca del estudio. La responsabilidad de esta tarea quedó asignada a Harley Jessup y Bob Pauley, a partir de las ideas provistas por Docter, Lasseter y el resto del equipo a cargo de la trama de Monsters, Inc. Una de las propuestas originales del equipo de producción, que luego habrían de ser descartadas, era que los edificios pudieran moverse y conversar con los monstruos. No obstante, varios miembros del equipo de producción realizaron más adelante un pequeño viaje a la ciudad de Pittsburgh, Pensilvania, con el objetivo de obtener nuevas fuentes de inspiración, aunque luego también lo combinaron con el ambiente de las ciudades europeas o de Nueva York. De acuerdo con Jessup: «Imaginamos la fábrica de Monsters, Inc. como una especie de edificio modernista de los años 1960 y cuyos alrededores tienen edificios de más de cien años [...] La idea era que la fábrica de principios de siglo había sido demolida y esta se instaló en la década de 1960 durante el apogeo del baby boom. Monsters, Inc. tiene unos 40 años y se siente obsoleta. Hay escasez de energía ahora y el negocio no es lo que solía ser. Tenemos toda esta historia en nuestras mentes mientras la diseñamos».
Debido a que ciertas tomas requirieron un elevado nivel de detalle, como es el caso de la bóveda de 5.7 millones de puertas a lo largo de extensas cintas transportadoras, fue necesario utilizar una granja de renderización conformada por 3500 procesadores Sun Microsystems, con lo que pasó a ser la producción de Pixar con la mayor requisición de procesadores hasta ese momento; por ejemplo, para efectos comparativos, Toy Story y Toy Story 2 se produjeron con 200 y 1400 procesadores, respectivamente. Lo anterior se tradujo en el uso de 2.5 millones de «marcas de renderizado», una cifra superior a las marcas combinadas de Toy Story, A Bug's Life y Toy Story 2 —que tuvieron 50 000, 700 000 y 1.1 millones, respectivamente—. En total se produjeron veintidós sets para la película, entre los cuales se incluyen la habitación de Boo, el restaurante Harryhausen's —cuyo nombre es un homenaje al especialista en efectos especiales, Ray Harryhausen— y el hogar nevado del abominable hombre de las nieves, el cual está inspirado en un Yeti con el mismo nombre que aparece en el filme Rudolph the Red-Nosed Reindeer (1964). Para complementar, también se añadieron algunas referencias a otras producciones de Pixar, como la pelota de Luxo Jr., Jessie de Toy Story 2 o una figura de Nemo, cuyo filme aún no se había estrenado.
El diseño del coloreado, y la iluminación y el sombreado corrieron a cargo de Tia Kratter y Dominique Louis, respectivamente. Por un lado el equipo de Kratter se dedicó a analizar el pelaje de animales como la llama, el yak, la cabra y la oveja, así como metales soldados, para el coloreado de los personajes y ciertas escenas de la fábrica. Mientras tanto, Louis elaboró ilustraciones en tonos pastel a partir de las tomas existentes. El material producido por ambas áreas era luego iluminado por un equipo supervisado por Jean-Claude Kalache y Rick Sayre. Cabe agregar que ante los atentados de septiembre de 2001 el equipo de producción prefirió usar un domo de plasma para descontaminar el restaurante de Harryhausen en vez de hacerlo estallar, como se tenía pensado originalmente.

### Banda sonora

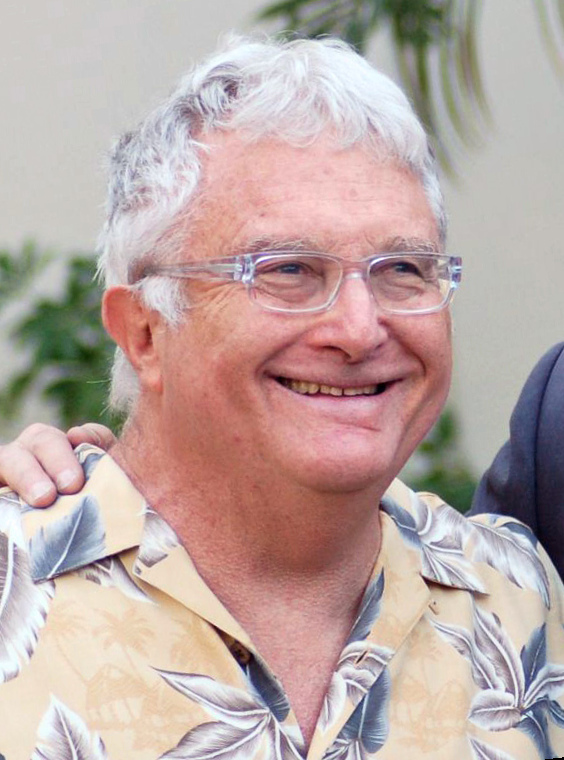
El compositor de la banda sonora del filme, Randy Newman.

El compositor Randy Newman colaboró por cuarta ocasión con Pixar para la producción de la banda sonora de Monsters, Inc. En su opinión: «Hicieron [en Pixar] cuatro buenas películas al hilo, ¡lo cual es real! Tuve que escribir música para Monsters, Inc que nunca habría escrito por mi cuenta [...] y ha sido bueno para mi técnica, el contrapunto, la armonía. Sin duda es la mejor partitura que he hecho. Es muy diferente, muy del siglo XX, y mucho más elaborado que lo que hice como compositor y estoy orgulloso del trabajo que logré. Me demostró que podía hacer esos trabajos tan difíciles. Estoy agradecido de haber sido parte de ello: hacer cosas que son tan diferentes».
Si bien el género predominante en el material musical es el jazz —específicamente el característico de los años 1940, a petición del propio estudio de animación— que Newman ya había empleado en una de las secuencias de Bichos: Una aventura en miniatura (1998), el compositor prefería el uso de sonidos mecánicos e industriales, reminiscentes de las producciones de Arthur Honegger. Un aspecto importante durante la creación de la banda sonora era profundizar en las emociones de los protagonistas, de manera que la audiencia pudiera conectar con su personalidad. Para reflejar la amistad entre Sulley y Mike recurrió a una combinación de sonidos de jazz y de instrumentos como la armónica y el sistema de bajos Stradella. Su intención era lograr tonos más «taponados» que las pistas musicales que él mismo había escrito anteriormente para Toy Story, específicamente para representar el vínculo entre los protagonistas Woody y Buzz Lightyear. En cuanto al tema del antagonista Randall, optó por utilizar una mezcla de música italiana orquestada con un solo de trombón y saxos, inspirado en las composiciones de Nino Rota. Otros instrumentos utilizados en la banda sonora incluyen el acordeón, marimbas, el cimbasso —con un sonido similar a la tuba o trombón contrabajo—, oboes bajos y saxofones.
Las grabaciones del álbum se llevaron a cabo en Signet Sound Studios y Sony Pictures Scoring Stage, y la orquestación recayó en Jonathan Sacks y Ira Hearshen. Su distribución en CD comenzó el 23 de octubre de 2001, mientras que en 2006 llegó en formato digital. El tema «If I Didn't Have You», interpretado por Goodman y Crystal, se hizo acreedor a un Grammy en la categoría de «Mejor canción escrita para medios visuales» en la ceremonia de 2003; así como al Óscar como «Mejor canción original» en la premiación de 2001. A continuación, se enlistan las canciones de la banda sonora original en inglés:
| Monsters, Inc. (An Original Walt Disney Records Soundtrack) |                                                  |          |  |
| N.º                                                         | Título                                           | Duración |  |
| 1.                                                          | «If I Didn't Have You (for film Monsters, Inc.)» | 3:41     |  |
| 2.                                                          | «If I Didn't Have You»                           | 2:09     |  |
| 3.                                                          | «Monsters Inc.»                                  | 1:38     |  |
| 4.                                                          | «School»                                         | 3:29     |  |
| 5.                                                          | «Walk to Work»                                   | 1:59     |  |
| 6.                                                          | «Sulley and Mike»                                | 0:49     |  |
| 7.                                                          | «Randall Appears»                                | 1:03     |  |
| 8.                                                          | «Enter the Heroes»                               | 2:41     |  |
| 9.                                                          | «Scare Floor»                                    | 1:09     |  |
| 10.                                                         | «Oh, Celia!»                                     | 6:23     |  |
| 11.                                                         | «Boo's Adventures in Monstropolis»               | 1:03     |  |
| 12.                                                         | «Boo's Tired»                                    | 2:22     |  |
| 13.                                                         | «Putting Boo Back»                               | 00:52    |  |
| 14.                                                         | «Boo Escapes»                                    | 1:41     |  |
| 15.                                                         | «Celia's Mad»                                    | 2:19     |  |
| 16.                                                         | «Boo Is a Cube»                                  | 2:19     |  |
| 17.                                                         | «Mike's in Trouble»                              | 2:12     |  |
| 18.                                                         | «Scream Extractor»                               | 1:10     |  |
| 19.                                                         | «Sulley Scares Boo»                              | 2:17     |  |
| 20.                                                         | «Exile»                                          | 2:22     |  |
| 21.                                                         | «Randall's Attack»                               | 5:08     |  |
| 22.                                                         | «Ride of the Doors»                              | 3:14     |  |
| 23.                                                         | «Waternoose Is Waiting»                          | 3:34     |  |
| 24.                                                         | «Boo's Going Home»                               | 1:20     |  |
| 25.                                                         | «If I Didn't Have You (for film Monsters, Inc.)» | 3:38     |  |
| 01:00:30                                                    |                                                  |          |  |

### Características técnicas
La relación de aspecto es de 1.85: 1, salvo en el negativo que se diseñó en 1.66: 1. Igualmente, el carrete impreso es de 35 mm y fue tratado con la tecnología Eastman EXR 2386, ideada por Kodak, y que ajusta los niveles de contraste de la imagen a proyectar en pantalla a partir de los resultados obtenidos durante la producción. Por su parte, las mezclas de sonido se llevaron cabo con los sistemas Dolby Digital, DTS y SDDS para la versión original, así como el Dolby Atmos para su reestreno en 3D. También cabe destacar que la longitud del carrete desenrollado alcanza los 2522 m.

### Doblaje al español
Para el lanzamiento en los países de habla hispana, se realizaron dos doblajes: uno para los países de Hispanoamérica y otro para España. La producción de la primera variante se llevó a cabo en los estudios Taller Acústico S.C., ubicados en la Ciudad de México. La dirección del doblaje cayó en la responsabilidad de Ricardo Tejedo y contó con las voces de Víctor Trujillo (Sulley), Andrés Bustamante (Wazowski), Alicia Vélez (Boo), Moisés Palacios (Randall), Maynardo Zabala (Waternoose), Alma Wihelme (Celia), Humberto Vélez (Roz), Ricardo Brust (el abominable hombre de las nieves), Esteban Silva (Fungus), y Ricardo Tejedo y Raúl Aldana (en las voces de Needleman y Smitty, respectivamente).
Por su parte, la versión ibérica fue producida en la sucursal de Todd-AO en Barcelona, bajo el mando de Miguel Ángel Jenner. Los actores de voz que participaron en el proceso adaptatorio fueron Santiago Segura (Sulley), José Mota (Wazowski), Kaori Mutsuda (Boo), Pere Molina (Randall), Miguel Ángel Jenner (Waternoose), Cristina Yuste (Celia), Carmen Contreras (Roz), Juan Carlos Gustems (el abominable hombre de las nives), José Javier Serrano (Fungus), y Aleix Estadella y Javier Amilibia (para el dúo Needleman y Smitty).

## Lanzamiento

### Mercadotecnia
En octubre del año 2000, se reveló un avance publicitario de modo cómico que no solo apareció en Internet, sino que fue añadido a los lanzamientos en formato casero de Toy Story 2. Igualmente, este corto también se proyectó en las salas donde tuvo su estreno 102 dálmatas y se incluyó en el formato DVD de The Emperor's New Groove el 1 de mayo de 2001. Otra versión del tráiler apareció por primera vez con el estreno en cines de Atlantis: El imperio perdido. Por su parte, la cadena de restaurantes McDonald's colaboró en la promoción del filme con la introducción de varios juguetes inspirados en los personajes en sus menús Happy Meal, algo que también hizo la empresa Hasbro con la presentación de los suyos en la North American International Toy Fair.

### Estreno
La película se estrenó el 28 de octubre de 2001 en El Capitan Theatre en el barrio de Hollywood en Los Ángeles, California; sin embargo, su lanzamiento en salas de cine no sucedió hasta el 2 de noviembre de 2001, junto con el corto animado For the Birds. Al igual que con A Bug's Life y Toy Story 2, en los lanzamientos a partir del 7 de diciembre de ese mismo año también se introdujeron un montaje de tomas falsas y escenas eliminadas, así como la representación de una obra teatral inspirada en el argumento del filme, a modo de adición en los créditos finales. En el plano internacional, las fechas de estreno fueron las siguientes:

### Reestreno en 3D
Debido al éxito cosechado por El rey león, también se lanzó una versión en 3D de la película el 19 de diciembre de 2012, un año antes de que la precuela Monsters University saliese a la gran pantalla. Igualmente, fue el segundo filme de Pixar que se estrenó en tal formato ese año, junto con Buscando a Nemo. No obstante, su fecha de lanzamiento fue criticada por parte de la prensa, ya que en un inicio estaba programada para el 18 de enero del año siguiente, por lo que el adelantamiento a antes de la campaña navideña haría que Monsters, Inc. tuviera que competir también con otros filmes animados como Wreck-It Ralph, del propio Disney, y El origen de los guardianes. A continuación, las fechas de estreno a nivel internacional:

## Recepción

### Comercial
En el mercado doméstico, conformado por Canadá y Estados Unidos, Monsters, Inc. concluyó su primer día en cines con unas ganancias de 17.8 millones USD, a los que hay que añadir otros 26.9 millones del día siguiente, lo que convirtió al filme en el segundo más taquillero durante un sábado, solo por detrás de The Mummy Returns. Igualmente, se posicionó en primera posición durante ese par de días, desbancando a K-Pax y moviéndola al cuarto puesto. Por ello, en su primer fin de semana acabó con 62 577 067 USD, con el que superó el récord anterior que ostentaba Toy Story 2. Esto hizo que el largometraje se convirtiese en el más recaudador de Disney en un fin de semana de tres días, con lo que desbancó a Pearl Harbor, además de ser el cuarto en superar los sesenta millones en ingresos de ese año, después de The Mommy Returns, El planeta de los simios y Rush Hour 2. No obstante, durante el siguiente fin de semana, sus ingresos descendieron un 27.2 % hasta los 45 551 028 USD, mientras que en el tercero la caída fue de otro 50.1 %, lo que le hizo bajar al segundo puesto por detrás de Harry Potter y la piedra filosofal. En un cambio de tendencia, en el cuarto fin de semana, los ingresos del filme se incrementaron un 5.9 %, lo que se traduce en 24 055 001 USD. En total, los ingresos en taquilla del mercado doméstico cerraron en 255 873 250 USD, esto es, el mejor estreno de una producción de Pixar en ese momento, si bien fue superada por Buscando a Nemo en 2003.
Por su parte, en el Reino Unido, Irlanda y Malta, se hizo acreedora a ganancias por 53 335 579 USD, lo que le convirtió en el sexto filme animado más exitoso y la trigésimo segunda de todos los tiempos en el archipiélago británico. En Japón, aunque en su primer fin de semana se hizo con unos ingresos de 4 471 902 USD y quedarse en segunda posición —por detrás de El Señor de los Anillos: la Comunidad del Anillo—, en el siguiente período equivalente consiguió el primer lugar de la tabla y se mantuvo tal cual durante seis semanas consecutivas, al no tener desviaciones drásticas en su recaudación. En total, la película se hizo con 74 437 612 USD, lo que la convirtió en la tercera película más taquillera del país nipón, así como la tercera producción animada estadounidense, hasta ser superada por otros largometrajes de Pixar como Buscando a Nemo o Toy Story 3. Otros países donde el filme consiguió altos niveles de recaudación fueron México (20.2 millones), Francia (17.8 millones), Alemania (15 millones), España (14.2 millones) y Australia (13 millones), lo que llevó a unos ingresos totales en el mercado extranjero de 272 900 000 USD.

### Crítica

#### Anglosajona y de otros países
Monsters, Inc posee una valoración de 96 % en el sitio web recopilatorio Rotten Tomatoes, de acuerdo con un total de 200 reseñas; en su evaluación, los responsables del portal concluyeron que «[de forma] inteligente, divertida y agradable a la vista, [el filme nos] ofrece otro ejemplo contundente de cómo Pixar elevó el listón de la animación moderna para todas las edades». Mientras tanto, Metacritic le asignó una calificación promedio de 79 sobre 100 a partir de treinta y cinco reseñas de distintos medios; y en el portal CinemaScore el filme posee una puntuación de «A+», con lo que pasó a ser la segunda película de Pixar en obtener tal estatus, después de Toy Story 2.
Diversos medios como Orlando Sentinel, The Seattle Times, The Boston Globe, Newsday y The Washington Post coincidieron al destacar la labor de animación y los efectos visuales en sus respectivas críticas de la película. Joy Boyar, de Orlando Sentinel, puntualizó que «la ilusión de la vida se vuelve cada vez más convincente en estas películas animadas por computadora, y en Monsters, Inc., es verdaderamente notable», mientras que Melanie McFarland, de The Seattle Times, la catalogó como «una combinación maravillosa de imágenes piruletas, un guion brillante, un ritmo cómico agudo y, sobre todo, cantidades desbordantes de corazón». Jay Carr, de The Boston Globe, consideró que «[es un producto] hábilmente hecho, y bastante agradable», en adición a los comentarios de Gene Seymour, de Newsday, que lo comparó con las primeras dos películas de Toy Story al «utilizar un jugoso arte digital, el saber hacer moderno y el vodevil para indagar sobre la naturaleza de la imaginación misma», y Desson Howe, de The Washington Post, que lo calificó como un «entretenimiento flexible y tecnológicamente sofisticado». De acuerdo con Joe Morgenstern, de The Wall Street Journal: «El encantamiento no ha cambiado: los niños aún necesitan, quizás más que nunca, el consuelo especial de las fabulosas amenazas que pueden controlar», mientras que Charles Taylor, del sitio web Salon.com, remarcó que «[es] agradable y, a menudo, divertido, y los adultos que llevan a sus hijos a verla pueden sorprenderse al descubrir que se divierten bastante». Inclusive Lou Lumenick, de The New York Post, la catalogó como «una digna competidora para Shrek por el primer Óscar [de la historia] como Mejor película animada».

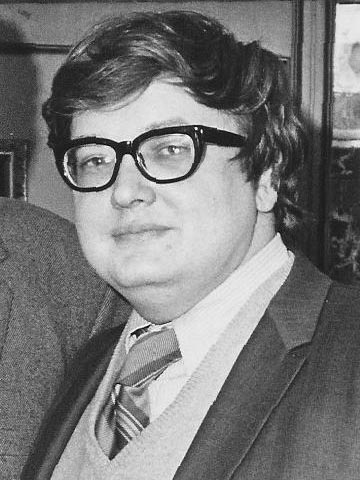
El célebre crítico Roger Ebert consideró la película alegre, divertida y llena de energía.

La trama y sus temáticas pasó a ser otro aspecto elogiado del largometraje. Para Elvis Mitchell, de The New York Times, el guion constituye «un tributo al grito» al señalar que «todas las grandes caricaturas están impulsadas por gritos», lo cual lo vuelve un producto «maravilloso» para la audiencia. De forma similar, Rene Rodriguez, del periódico Miami Herald, argumentó que «te hace sentir como un niño otra vez, maravillándote de las vistas alegremente inventivas que tienes ante ti, y esa es una hazaña que no debe tomarse a la ligera», mientras que Roger Ebert del Chicago Sun-Times reiteró que «Monsters, Inc. es alegre, divertida y llena de energía, y al igual que las otras películas de Pixar, tiene una gran cantidad de bromas y referencias dirigidas a los adultos (me gustó el restaurante llamado Harryhausen's, en honor al pionero de la animación) También disfruté la forma astuta en que el mundo de los monstruos refleja el nuestro, hasta las cuotas de producción y los eslóganes de ventas. "Asustamos", nos aseguran, "Porque nos importa"». El elenco de voces en inglés también obtuvo reconocimiento por parte de la crítica. Por ejemplo, Ebert señaló que «el doblaje de voces solía ser lo que hacían los actores en lugar de una cena de teatro. Ahora, con los ingresos brutos multimillonarios de las mejores películas animadas, es un trabajo lucrativo que finalmente está obteniendo el crédito que merece por las habilidades artísticas necesarias. Estrellas como Goodman, Crystal, Coburn, Buscemi y Bonnie Hunt aportan una dimensión a la película que toma prestada de sus personajes en la pantalla y los engaña. En cuanto a la invaluable Tilly, tiene la única voz que me ha hecho pensar simultáneamente en Mae West y Slim Pickens».
En críticas menos favorables, Steven Rosen, del Denver Post, concluyó que «Monsters, Inc. simplemente no puede descubrir cómo elaborar y desarrollar este universo paralelo de una manera que siga siendo novedosa. Opta por un desarrollo de la trama fácil e infantil». A su vez, Liam Lacey, de The Globe and Mail, le dio una calificación de 2.5 sobre 4 y mencionó en su evaluación que «aparte de una hermosa escena, donde los monstruos y la niña trepan sobre una línea de montaje de puertas en movimiento, entrando y saliendo de diferentes realidades, Monsters, Inc. no logra desarrollar la riqueza poética de su metáfora». Finalmente Andrew Sarris, de The New York Observer, consideró que «las premisas argumentales me parecen francamente peculiares para un supuesto entretenimiento infantil».

#### Hispanoamericana y española
Manolo García, de la revista mexicana Cine Premiere, explicó que «sus maravillosos personajes, música, animación, colores, historia… la hacen [a Monsters, Inc], sin duda alguna, una de las mejores joyas del estudio de Luxo Jr» y la describió como «espectacular», además de elogiar el guion ya que, en su opinión, «siempre es grandioso recordar que es mejor plan hacer reír que asustar y ahí radica uno de tantos ejes de la ideología Pixar». A su vez, Ángel Fernández Santos, del diario español El País, la catalogó como una «singular, preciosa, divertidísima fábula», mientras que Ernesto Garrat, de El Mercurio de Chile, señaló que se trata de una «imaginativa y emotiva, [y] antes que nada, una buena comedia».
El sitio web SensaCine destacó también el guion al enfatizar que contiene «una gran historia de amistad, que no necesita caer en chistes chabacanos y en referencias metalingüísticas», en adición a la opinión de Cineycine.com, cuando dedujo en su evaluación que «el mundo de los monstruos es como el nuestro y así lo vemos en la pantalla: tienen amigos, parejas, televisión, coches y, sobre todo, trabajan. El mayor énfasis es presentarnos este mundo desde la perspectiva laboral. Con lo que, con justa razón, los mayores pasarán un buen rato viéndose retratados en la cinta». En un comentario contrastante, también señaló que «el personaje de Boo puede llegar a ser tanto adorable como insoportable; dependiendo de los gustos de cada cual». Antonio Méndez, de la página Alohacriticon.com, detalló: «[Con Monsters, Inc.] Pixar ofrece una imaginativa distracción visual de original diseño y un tierno retrato de personajes que logra conectar en sus emociones y situaciones con los espectadores [...] El film, fantasía cómica de orientación familiar, es un festín estético para el aficionado al cine de animación».

### Premios y reconocimientos
Monsters, Inc resultó nominada a una variedad de premios y reconocimientos, entre los cuales se le reconoció como mejor película animada de ese año. Entre los galardones obtenidos se encuentran el Óscar a la mejor canción original y un Grammy por el tema «If I Didn't Have You»; un BAFTA Children's Award como mejor película; un Annie como animación sobresaliente de personajes; una distinción en el apartado musical por parte de la Sociedad Estadounidense de Compositores, Autores y Editores (ASCAP, por sus siglas en inglés); un Bogey de plata; y un Golden Trailer por sus avances promocionales. Cabe destacar que estuvo nominada como mejor película animada en los premios Óscar en la edición de 2001, siendo la primera ocasión que la Academia de Artes y Ciencias Cinematográficas brindó este galardón en su historia.
Asimismo ha sido distinguida en diversos listados y reportajes como una de las mejores producciones animadas; el sitio web Vulture.com la situó como la 14° mejor cinta de Pixar en 2022; la revista británica Empire la incluyó en 2021 en su listado de las mejores películas de animación de toda la historia; y, de manera similar, la página web IndieWire la destacó como una de las mejores películas animadas del siglo XXI.

### Controversias
Poco antes del estreno de la película, la escritora Lori Madrid entabló una demanda contra Pixar por un presunto plagio de su poema «There's a Boy in My Closet» (1997). Madrid explicó que, antes de que su obra fuese adaptada a un musical en su localidad de Wyoming, en agosto de 2001, se la había enviado a Chronicle Books y otras cinco editoriales en octubre de 1999. Al mirar el tráiler de Monsters, Inc dedujo que Pixar habría recibido el poema por conducto de Chronicle Book. Como parte de la solicitud, la abogada de Madrid le pidió a una corte federal de Wyoming que emitiera una orden judicial preliminar que habría de prohibir el estreno del largometraje hasta la resolución de la demanda. Sin embargo, el 1 de noviembre de 2001, justo un día antes del estreno programado de la cinta, el juez se rehusó a emitir la orden judicial y, a finales de junio de 2002, desestimó la querella al considerar que la película no tenía nada en común con el poema de Madrid.
Otra situación jurídica se presentó en noviembre de 2002, cuando el artista estadounidense Stanley Mouse reclamó que los diseños de Mike y Sulley estaban basados en sus dibujos de la película Excuse My Dust, la cual él había intentado distribuir de manera comercial en Hollywood en 1998. En su denuncia declaró que un empleado de Pixar lo había visitado en el año 2000 para conversar sobre sus obras. Un vocero de Disney argumentó que los personajes de Monsters, Inc. habían sido «desarrollados de manera independiente por los equipos creativos de Pixar y Walt Disney Pictures, y no infringen los derechos de autor de nadie».

## Franquicia
El éxito de Monsters, Inc. permitió el desarrollo de una franquicia de medios que inició en octubre de 2001 cuando THQ puso a la venta el videojuego homónimo desarrollado por Vicarious Visions y Natsume para las plataformas portátiles Game Boy Color y Game Boy Advance. Al año siguiente, en mayo de 2002, Pixar estrenó el corto animado Mike's New Car en El Capitan Theatre, y cuya trama aborda las vivencias de Mike y Sulley con un vehículo adquirido por el primero. Meses después la producción se incluyó en los formatos de vídeo doméstico del largometraje original. Cabe resaltar que obtuvo una nominación como «Mejor cortometraje animado» en los premios Óscar de ese año. Más tarde, ese mismo año, la editorial Kōdansha lanzó en Japón una adaptación del filme en la revista manga Comic Bon Bon, y su traducción al inglés corrió a cargo de Tokyopop.
Desde entonces la franquicia se ha expandido y esto ha dado lugar a la producción de nuevos videojuegos —entre los cuales se encuentran Monsters, Inc. Scare Island (2002), Monsters, Inc. Scream Arena (2002) y Monsters, Inc. Run (2012)—, mientras que sus personajes han aparecido en otros títulos como es el caso de Disney Infinity (2013) y Kingdom Hearts III (2019). Otros productos de la franquicia incluyen la edición de Monsters, Inc. del espectáculo de patinaje sobre hielo Disney on Ice entre 2003 y 2007, por la compañía Feld Entertainment; atracciones en los parques temáticos de Disney —Monsters, Inc. Mike & Sulley to the Rescue! (2006), Monsters, Inc. Laugh Floor (2007) y Monsters, Inc. Ride & Go Seek (2009) en Disney California Adventure, Magic Kingdom y Tokyo Disneyland, respectivamente—;
 y una miniserie de cuatro historietas producida por Boom! Studios en 2009, la cual relata las vivencias de Mike y Sulley para operar el nuevo Monsters, Inc., tras el desenlace de la cinta original.
Pixar produjo una precuela, Monsters University, bajo la dirección de Dan Scanlon y exhibida en cines en 2013. Cuenta con el reparto original de voces en inglés y relata el desarrollo de la amistad entre Mike y Sulley en sus años universitarios. Finalmente en 2021 se estrenó la serie televisiva Monsters at Work en el servicio de streaming Disney+, la cual constituye un producto derivado de Monsters, Inc.

## Formato doméstico
Monsters, Inc. fue lanzada en VHS y DVD el 17 de septiembre de 2002. Ambos formatos vinieron con la certificación THX, así como con los cortos destacados Mike's New Car y For the Birds. Por su parte, la versión en DVD vino acompañada con dos opciones de visualización tanto en pantalla panorámica como completa, mientras que en un segundo disco se incluyó contenido extra como cortos animados, escenas eliminadas o el vídeo musical de «If I Didn't Have You». Cabe resaltar que el filme obtuvo las mayores ventas en tal formato hasta la fecha en un solo día, al conseguir vender más de cinco millones de copias en su jornada de lanzamiento. Aunque este hito fue superado por Spider-Man un par de meses más tarde, siguió manteniéndose en primera posición dentro de las películas animadas hasta que Buscando a Nemo la superó. Posteriormente, se realizó un lanzamiento en formato Blu-ray el 10 de noviembre de 2009, así como en Blu-ray 3D el 19 de febrero de 2013. Mientras que en el primer caso, se programó un sistema de sonido envolvente DTS-HD Master Audio 5.1, su contraparte así como otra variante en 3D fueron acompañadas con un Dolby TrueHD 7.0. Igualmente, las copias en Blu-ray Ultra HD hicieron su debut el 3 de marzo de 2020.